# Milen Ruskow

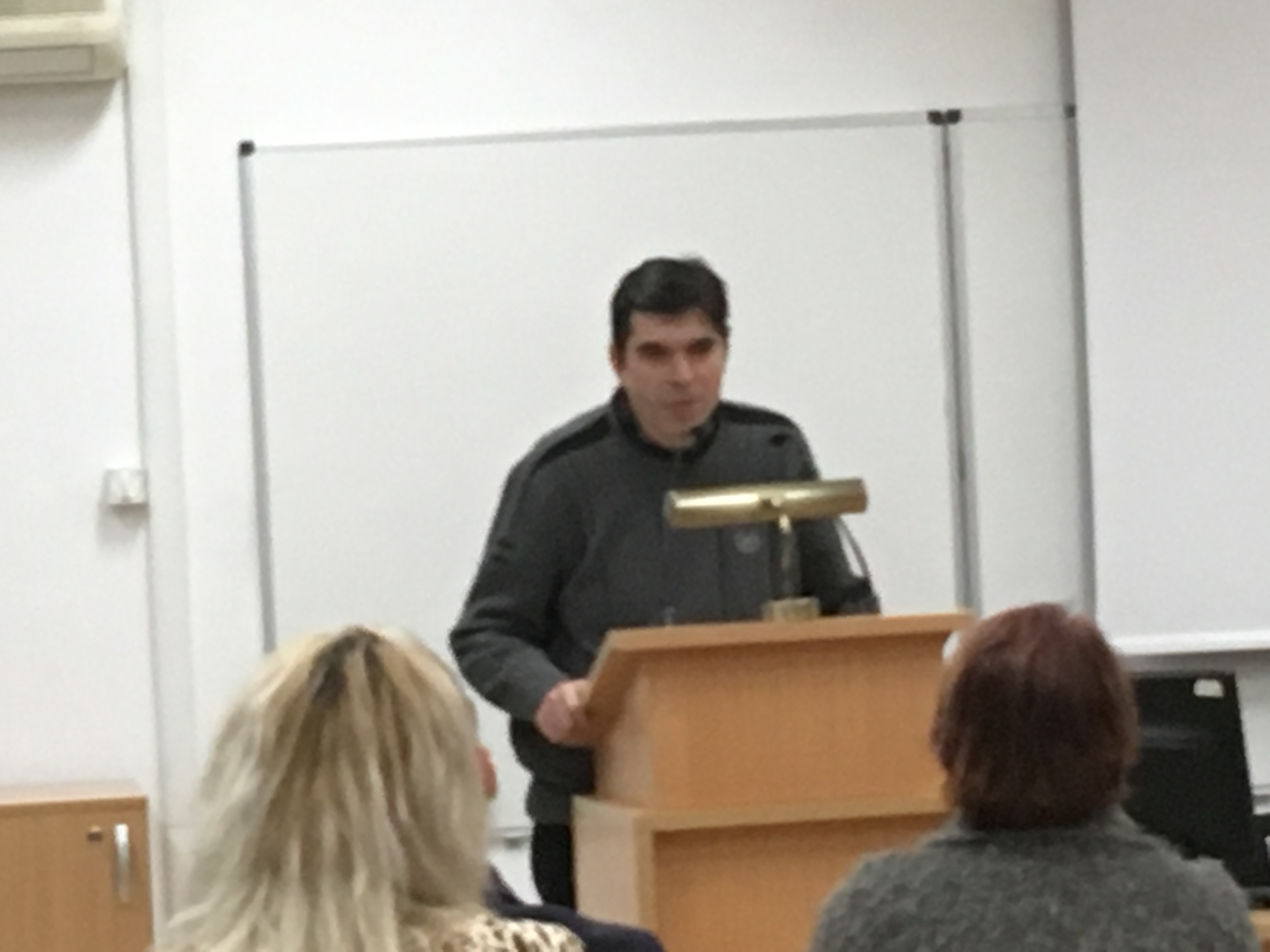
Milen Ruskow, 2018

Milen Ruskow (englische Transkription Milen Ruskov, bulgarisch Милен Русков; * 23. Juni 1966 in Burgas) ist ein bulgarischer Schriftsteller und Übersetzer. Die Themen seiner jeweils mit verschiedenen Literaturpreisen ausgezeichneten drei Romane entstammen der frühen Neuzeit, als die westliche Kultur die bulgarische Renaissance beeinflusste.
Im Jahr 1995 absolvierte er die Universität Sofia.

## Werke
- Taschenenzyklopädie der Mysterien (bulgarisch Джобна енциклопедия на мистериите Dschobna enziplopedija na misteriite, Sofia, 2004); ausgezeichnet mit dem Preis „Southern Spring“ für das literarische Debüt
- In die Natur geworfen (bulgarisch Захвърлен в природата Sachwarlen w prirodata, Sofia, 2008; Thrown into nature, Rochester, New York, 2011); ausgezeichnet als Roman des Jahres (2009)
- Elevation (bulgarisch Възвишение Waswischenie, Sofia, 2011); gewann den Preis des Ministeriums für Kultur (2012), den Nationalpreis für Literatur „Hristo Danov“ (2012) und erhielt einen Literaturpreis der Europäischen Union (2014).